# Stefan Eichberger
Stefan Eichberger (24 novembre 2000) è uno sciatore alpino austriaco.

## Biografia
Specialista delle prove veloci originario di Lobmingtal e attivo dal novembre del 2016, Eichberger ha esordito in Coppa Europa il 20 dicembre 2018 ad Altenmarkt-Zauchensee in supergigante (67º) e in Coppa del Mondo  il 19 gennaio 2024 a Kitzbühel in discesa libera (41º); il 22 seguente ha conquistato il primo podio in Coppa Europa, a Tarvisio in supergigante (2º). Ai Mondiali di Saalbach-Hinterglemm 2025, sua prima presenza iridata, è stato 28º nella discesa libera; non ha preso parte a rassegne olimpiche.

## Palmarès

### Coppa del Mondo
- Miglior piazzamento in classifica generale: 33º nel 2025

### Coppa Europa
- Miglior piazzamento in classifica generale: 5º nel 2024
- 2 podi:
  - 1 secondo posto
  - 1 terzo posto

### South American Cup
- Miglior piazzamento in classifica generale: 26º nel 2023
- 1 podio
  - 1 secondo posto

### Campionati austriaci
- 2 medaglie:
  - 1 oro (discesa libera nel 2025)
  - 1 bronzo (discesa libera nel 2021)